# Lipnica Murowana (gmina)
Pour la localité, voir Lipnica Murowana.
Lipnica Murowana est une gmina rurale du powiat de Bochnia, Petite-Pologne, dans le sud de la Pologne. Son siège est le village de Lipnica Murowana, qui se situe environ 16 km au sud-est de Bochnia et 48 km au sud-est de la capitale régionale Cracovie.
La gmina couvre une superficie de 60,62 km2 pour une population de 5 480 habitants.

## Géographie
La gmina inclut les villages de Borówna, Lipnica Dolna, Lipnica Górna, Lipnica Murowana et Rajbrot.
La gmina borde les gminy de Czchów, Gnojnik, Iwkowa, Laskowa, Nowy Wiśnicz et Żegocina.